# Creative Cities Network
Das 2004 eingerichtete UNESCO Creative Cities Network (UCCN) zielt darauf ab, die Zusammenarbeit mit und zwischen Städten zu stärken, die Kreativität als einen strategischen Faktor für nachhaltige Entwicklung in wirtschaftlicher, sozialer, kultureller und ökologischer Hinsicht erkannt haben. Mit dem Beitritt zum Netzwerk verpflichten sich die Städte, bewährte Verfahren auszutauschen, Partnerschaften zur Förderung der Kultur- und Kreativwirtschaft zu entwickeln, die Beteiligung am kulturellen Leben zu stärken und die Kultur in Stadtentwicklungspläne zu integrieren. Das Netzwerk verpflichtet sich außerdem, die Rahmenwerke der Vereinten Nationen zu unterstützen, insbesondere die Agenda 2030 für nachhaltige Entwicklung.
Das UNESCO Creative Cities Network deckt sieben kreative Bereiche ab: Literatur, Film, Musik, Kunsthandwerk und Volkskunst, Design, Medienkunst und Gastronomie.

## UNESCO City of Literature
Angoulême (2019),
 Bagdad (2015),
 Barcelona (2015),
 Beirut (2019),
 Bremen (2023),
 Breslau (2019),
 Bucheon (2017),
 Buffalo City (2023),
 Dublin (2010),
 Dunedin (2014),
 Durban (2017),
 Edinburgh (2004),
 Exeter (2019),
 Granada (2014),
 Gothenburg (2021),
 Heidelberg (2014),
 Hobart (2023),
 Iaşi (2023),
 Iowa City (2008),
 Jakarta (2021),
 Kozhikode (2023),
 Krakau (2013),
 Kuhmo (2019),
 Kutaisi (2023),
 Lahore (2019),
 Leeuwarden (2019),
 Lillehammer (2017),
 Ljubljana (2015),
 Lwiw (2015),
 Mailand (2017),
 Manchester (2017),
 Melbourne (2008),
 Montevideo (2015),
 Nanjing (2019),
 Norwich (2012),
 Nottingham (2015),
 Óbidos (2015),
 Odessa (2019),
 Okayama (2023),
 Prag (2014),
 Québec (2017),
 Rio de Janeiro (2023),
 Reykjavík (2011),
 Seattle (2017),
 Sulaimaniyya (2019),
 Taif (2023),
 Tartu (2015),
 Tukums (2023),
 Uljanowsk (2015),
 Utrecht (2017),
 Vilnius (2021),
 Wonju (2019)

## UNESCO City of Film
Asaba (2023),
 Bitola (2015),
 Bradford (2009),
 Bristol (2017),
 Busan (2014),
 Cannes (2021),
 Cluj-Napoca (2021),
 Galway (2014),
 Gdynia (2021),
 Kathmandu (2023),
 Łódź (2017),
 Mumbai (2019),
 Penedo (2023),
 Potsdam (2019),
 Ouarzazate (2023),
 Qingdao (2017),
 Rom (2015),
 Santos (2015),
 Sarajevo (2019),
 Sofia (2014),
 Sydney (2010),
 Terrassa (2017),
 Valladolid (2019),
 Vicente López (2023),
 Wellington (2019),
 Yamagata (2017)

## UNESCO City of Music
Abu Dhabi (2021),
 Adelaide (2015),
 Almaty (2017),
 Amarante (2017),
 Ambon (2019),
 Auckland (2017),
 Banja Luka (2023),
 Batumi (2021),
 Belfast (2021),
 Bissau (2023),
 Bogotá (2012),
 Bologna (2006),
 Bolzano (2023),
 Brazzaville (2013),
 Brünn (2017),
 Bydgoszcz (2023),
 Caracas (2023),
 Chennai (2017),
Concepción (2023),
 Daegu (2017),
 Da Lat (2023),
 Essaouira (2019),
 Frutillar (2017),
 Gent (2009),
 Glasgow (2008),
 Gwalior (2023),
 Hamamatsu (2014),
 Hannover (2014),
 Havanna (2019),
 Huancayo (2021),
 Ibagué (2021),
 Idanha-a-Nova (2015),
 Ipoh (2023),
 Kansas City (2017),
 Charkiw (2021),
 Kasan (2019),
 Katowice (2015),
 Kingston (2015),
 Kinshasa (2015),
 Kırşehir (2019),
 Leiria (2019),
 Liverpool (2015),
 Llíria (2019),
 London (2021),
 Mannheim (2014),
 Medellín (2015),
 Metz (2019),
 Mexicali (2023),
 Montreux (2023),
 Morelia (2017),
 Norrköping (2017),
 Pesaro (2017),
 Port Louis (2021),
 Port of Spain (2019),
 Praia (2017),
 Recife (2021),
 Ramallah (2019),
 Salvador (2015),
 Sanandadsch (2019),
 Şanlıurfa (2023),
 Santiago de Cuba (2021),
 Santo Domingo (2019),
 Sevilla (2006),
 Suphanburi (2023),
 Tallin (2021),
 Tongyeong (2015),
 Toulouse (2023),
 Valledupar (2019),
 Valparaíso (2019),
 Varanasi (2015),
 Varaždin (2023),
 Veliky Novgorod (2023),
 Veszprém (2019),
 Vranje (2020),
 Xalapa (2021)

## UNESCO City of Crafts & Folk Art
Al-Ahsa (2015),
 Areguá (2019),
 Assuan (2005),
 Ayacucho (2019),
 Baguio City  (2017),
 Ballarat (2019),
 Bamiyan (2015),
 Bandar Abbas (2019),
 Barcelos (2017),
  Bida (2021),
 Biella (2019),
 Bursa (2021),
 Bukhara (2023),
 Caldas da Rainha (2019),
 Carrara (2017),
 Castelo Branco (2023),
 Chiang Mai (2017),
 Chordeleg (2017),
 Como (2021),
 Durán (2015),
 Fabriano (2013),
 Gabrovo (2017),
 Gimhae (2021),
 Hangzhou (2012),
 Hoi An (2023),
 Icheon (2010),
 Isfahan (2015),
 Jacmel (2014),
 Jaipur (2015),
 Jingdezhen (2014),
 Jinju (2019),
 João Pessoa (2017),
 Kairo (2017),
 Kanazawa (2009),
 Kargopol (2019),
 Kütahya (2017),
 Limoges (2017),
 Lubumbashi (2015),
 Madaba (2017),
 Manises (2021),
 Montecristi (2023),
 Nakuru (2021)
 Nassau (2014),
 Ouagadougou (2017),
 Paducah (2013),
 Pasto (2021)
 Pekalongan (2014),
 Perth (2021)
 Porto-Novo (2017),
 San Cristóbal de las Casas (2015),
 Santa Fe (2005),
 Schardscha (2019),
 Şəki (2017),
 Srinagar (2021),
 Sokodé (2017),
 Sukhothai (2019),
 Surakarta (2023),
 Suzhou (2014),
 Tambasasayama (2015),
 Tétouan (2017),
 Trinidad (2019),
 Tunis (2017),
 Ulaanbaatar (2023),
 Umngeni Howick (2023),
 Viljandi (2019)
 Weifang (2021)

## UNESCO City of Design
al-Muharraq (2019),
 Asahikawa (2019),
 Ashgabat (2023),
 Baku (2019),
 Bandung (2015),
 Bangkok (2019),
 Berlin (2005),
 Bilbao (2014),
 Brasilia (2017),
 Budapest (2015),
 Buenos Aires (2005),
 Cebu City (2019),
 Cetinje (2023),
 Chiang Rai (2023),
 Chongqing (2023),
 Covilhã (2021),
 Curitiba (2014),
 Detroit (2015),
 Doha (2021),
 Dubai (2017),
 Dundee (2014),
 Fortaleza (2019),
 Granada (2023),
 Graz (2011),
 Greater Geelong City (2017),
 Hanoi (2019),
 Helsinki (2014),
 Heroica Puebla de Zaragoza (2015),
 Istanbul (2017),
 Kapstadt (2017),
 Kaunas (2015),
 Kobe (2008),
 Kolding (2017),
 Kortrijk (2017),
 Mexiko-Stadt (2017),
 Montréal (2006),
 Nagoya (2008),
 Peking (2012),
 Saint-Etienne (2010),
 San José (2019),
 Santiago de Querétaro (2019),
 Seoul (2010),
 Schanghai (2010),
 Shenzhen (2008),
 Singapur (2015),
 Turin (2014),
 Valencia (2023),
 Whanganui (2021),
 Wuhan (2017)

## UNESCO City of Media Arts
Austin (2015),
 Braga (2017),
 Caen (2023),
 Cali (2019),
 Campina Grande (2021),
 Casablanca (2023),
 Changsha (2017),
 Dakar (2014),
 Enghien-les-Bains (2013),
 Guadalajara (2017),
 Gwangju (2014),
 Hamar (2021),
 Karlsruhe (2019),
 Košice (2017),
 Linz (2014),
 Lyon (2008),
 Modena (2021),
 Namur (2021),
 Novi Sad (2023),
 Oulu (2023),
 Santiago de Cali (2020),
 Sapporo (2013),
 Tel Aviv-Jaffa (2014),
 Tbilisi (2021),
 Toronto (2017),
 Viborg (2019),
 York (2014)

## UNESCO City of Gastronomy
Afyonkarahisar (2019),
 Alba (2017),
 Antakya (Hatay) (2017),
 Arequipa (2019),
 Battambang (2023),
 Belém (2015),
 Belo Horizonte (2019),
 Bendigo (2019),
 Bergamo (2019),
 Bergen (2015),
 Bohicon (2021),
 Buenaventura (2017),
 Buraidha (2021),
 Burgos (2015),
 Chaozhou (2023),
 Chengdu (2010),
 Cochabamba (2017),
 Dénia (2015),
 Ensenada (2015),
 Florianópolis (2014),
 Fribourg (2023),
 Gangneung (2023),
 Gaziantep (2015),
 Herakleion (2023),
 Hermanus (2019),
 Huai'an (2021),
 Hyderabad (2019),
 Iloilo (2023),
 Jeonju (2012),
 Kermanshah (2021),
 Kuching (2021),
 Lankaran (2021),
 Launceston (2021),
 Macau (2017),
 Mérida (2019),
 Nkongsamba (2023),
 Östersund (2010),
 Panama-Stadt (2017),
 Paraty (2017),
 Parma (2015),
 Phetchaburi (2021),
 Phuket (2015),
 Popayán (2005),
 Portoviejo (2019),
 Rasht (2015),
 Rouen (2021),
 San Antonio (2017),
 Sankt Petersburg (2021),
 Santa Maria da Feira (2021),
 Shunde (2014),
 Thessaloniki (2021),
 Tsuruoka (2014),
 Tucson (2015),
 Usuki (2021),
 Yangzhou (2019),
 Zahlé (2013)